# Bar (jednotka)
Bar je vedlejší jednotkou tlaku v soustavě SI. Bar je stále užíván pro svou názornost, neboť přibližně odpovídá starší jednotce tlaku jedné atmosféry, která odpovídala přibližně atmosférickému tlaku na hladině moře (fyzikální atmosféra), anebo hydrostatickému tlaku 10 m vodního sloupce (technická atmosféra).
Jedna tisícina baru se označuje jako milibar (zkráceně mbar), který se číselně rovná jednomu hektopascalu (hPa). Tisíc barů se označuje jako kilobar (kbar), který se číselně rovná jednomu stu megapascalů (100 MPa).
Současně vyráběné barometry mívají obvykle dvě stupnice, jednu číslovanou v dříve používaných torrech a druhou číslovanou v hektopascalech či milibarech.

## Převodní vztahy
- 1 bar = 100 000 pascalů (Pa) = 100 kPa = 0,1 MPa
- 1 mbar = 0,001 baru = 100 Pa = 1 hPa (hektopascal)
- 1 kbar = 1000 barů = 108 Pa = 100 MPa
- 1 atm (fyzikální atmosféra) = 760 torrů = 1,013 25 baru
- 1 at (technická atmosféra) = 1 kp·cm−2 = 0,980 665 baru

## Historie
Slovo bar pochází z řečtiny, kde báros znamená tíhu. Jako symbol se užívá celé slovo „bar“ místo dřívější zkratky b.
Tato jednotka byla určena především k měření barometrického tlaku. Název jednotky bar navrhli v roce 1902 Sandström a Helland-Hausen na doporučení Th. W. Richardse, a to převodem 1 bar = 1 b = 1 Mdyn·cm−2 = 106 dyn·cm−2. V některé cizí literatuře se tato jednotka po roce 1904 přechodně používala s jiným převodním vztahem (1 b = 1 dyn·cm−2), než pro který byla jednotka původně navrhována a než se běžně používá dnes.
V roce 1913 přijal Stálý mezinárodní meteorologický výbor usnesení, podle něhož se měly aerologické údaje o stavu ovzduší udávat buď v milimetrech sloupce kapalinové náplně barometru (při náležité redukci), nebo v milibarech.
(Přesto dle některých neověřených názorů bar a milibar zavedl až teprve Sir Napier Shaw v roce 1909 a v mezinárodním měřítku byly schváleny až v roce 1929.)
V Česku se v současnosti dle vyhlášky ministerstva průmyslu a obchodu č. 264/2000 ze dne 14. července 2000 jedná o zvláštní dočasně povolený název násobků a dílů soustavy SI.